# الیزابت راس
الیزابت نس مک بین راس (به انگلیسی: Elizabeth Ness Macbean Ross) (زاده ۱۴ فوریه ۱۸۷۸ – درگذشته ۱۴ فوریه ۱۹۱۵) پزشک اسکاتلندی است که برای کار به کشورهای مختلفی از جمله ایران و صربستان سفر کرده‌است. او مدرک پزشکی خود را از کالج کویین مارگارت در گلاسگو گرفت ولی بیشتر دوران کاری خود را خارج از انگلستان گذراند. الیزابت راس در ۱۴ فوریه ۱۹۱۵ در بحبوحه جنگ جهانی اول و هنگام خدمت در کراگویواتس صربستان بر اثر ابتلا به تیفوس درگذشت.

## زندگی‌نامه
الیزابت از خانواده‌ای تحصیلکرده و ماجراجو بود. خانواده راس در شهر تین اقامت داشتند و پدر خانواده بانکدار بود. پدر و مادر الیزابت معتقد بودند در زمینه آموزش نباید بین دختر و پسر تفاوتی باشد. خواهر الیزابت، لوسی هم مدرک پزشکی داشت. برادرش جیمز نس مک بین راس نیز تحصیلات پزشکی و جراحی داشت و به عنوان جراح کشتی کار می‌کرد. الیزابت در سن ۱۸ سالگی وارد کالج شد و یکی از اولین زنان اسکاتلند بود که مدرک پزشکی خود را در سال ۱۹۰۱ با نمرات بالا دریافت کرد.

راس پس از فراغت از تحصیل برای مدتی در لندن و سپس در جزیره کولونسی مشغول به کار شد. در سال ۱۹۰۸ به یک آگهی با عنوان «یک خانم دکتر برای (کار) در شرق نیازمندیم» جواب داد و به عنوان دستیار یک پزشک ارمنی به ایران آمد و سپس مشغول کار میان ایل بختیاری شد. او در کتابی با عنوان «خانم دکتری در سرزمین بختیاری» به ذکر خاطراتش از این دوران می‌پردازد. سفر وی به ایران دو بار دچار وقفه شد. بار اول برای گذراندن دوران نقاهت در خانه و بار دوم برای کار به عنوان جراح کشتی عازم سواحل هند و ژاپن. با این حال او دوباره به ایران برگشت و تا آغاز جنگ جهانی اول در ایران مشغول به کار بود.

پس از شروع جنگ جهانی اول در سپتامبر ۱۹۱۴، به دلیل کمبود نیرو برای کار در صربستان داوطلب شد و اواخر ژانویه ۱۹۱۵ کار خود را در بیمارستان نظامی شهر کراگویواتس این کشور شروع کرد. شرایط کاری وی در آنجا بسیار سخت بود. او تنها دو همکار یونانی داشت و بدون پرستار آموزش‌دیده کار می‌کرد.

الیزابت که در بخش تیفوس بیمارستان نظامی در کراگیواتس کار می‌کرد، خود مبتلا به تیفوس شد و در ۱۴ فوریه ۱۹۱۵ در زادروز ۳۷ سالگیش درگذشت و همان‌جا به خاک سپرده شد. مراسم بزرگداشت دکتر راس هر ساله در همین شهر برگزار می‌شود.

## زندگی در میان ایل بختیاری
زمان سفر الیزابت راس به ایران مقارن با دوران انقلاب مشروطه بود. دکتر راس ابتدا در شهر جلفا مشغول به کار شد. در سال ۱۹۰۹ بود که دیداری با نجف‌قلیخان پسر حسین‌قلیخان بختیاری داشت. در این دیدار او به راس گفت که تمایل دارد یک پزشک انگلیسی در میان ایل بختیاری باشد. این دیدار زمینه‌ساز رفتن او میان بختیاری‌ها برای حدود ۴ سال شد. راس پزشک زنان اشرافی بختیاری (معروف به بی‌بی) بود. کتاب خاطرات او مشروحی از زندگی بختیاری‌ها به خصوص زنان بختیاری و نقش آن‌ها را در آن دوران بیان می‌کند. همان‌طور که او علاقه خاصی به بختیاری‌ها داشت، آن‌ها نیز او را دوست داشتند و حتی به او لقب بی‌بی گل‌افروز را داده بودند.

زندگی او در ایران با ماجراهای مختلفی همراه بود. منجمله یک بار در بیابان گم شد و مورد دستبرد راهزنان قرار گرفت.

## آثار
- کتاب A Lady Doctor in Bakhtiari Land